# アグレット

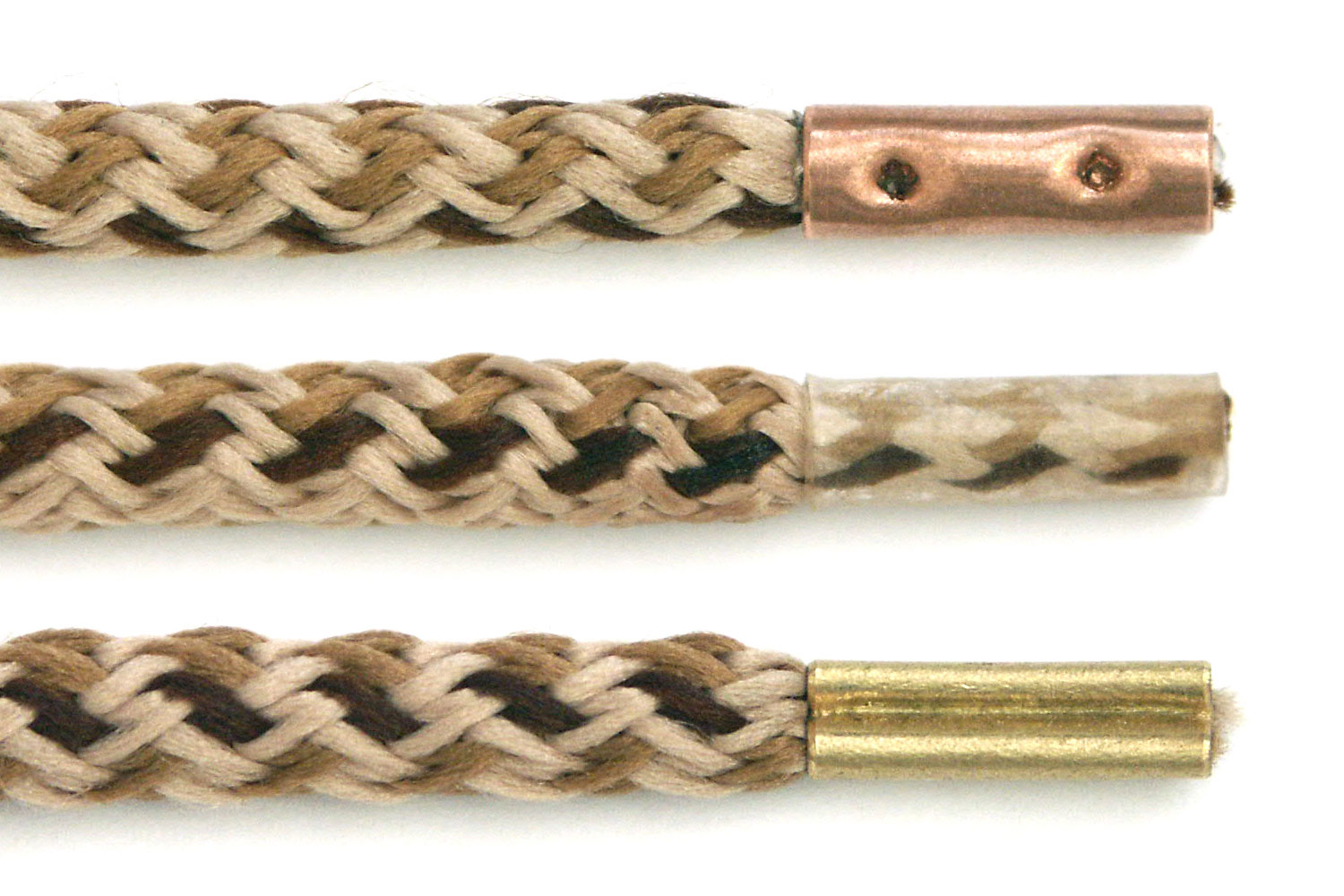
銅、プラスチック、真鍮製のアグレット

アグレットは、靴紐やコードの両端についている、プラスチックや金属製の小さな覆いである。紐がほつれるのを防ぐほか、穴に通しやすくする。
アグレットは、フランス語で小さな針を表す"aiguillette"という言葉に由来し、この言葉はさらに、ラテン語でやはり針を表す"acus"という言葉に由来する。アグレットは、紐の端で針のようになっている。現代フランス語ではaiguilletteは飾り紐の方を指す語になっている（アグレットに相当する単語はferret）。
アグレットには、実用を目的とした機能的なものと、装飾的なものがある。後者はループタイや飾緒等の端に見られる。
今日では、プラスチックで作られたものが最も多いが、かつては、金属、ガラス、石等でも作られた。銀のような貴金属で作られた装飾性の高いものもある。ボタンが発明される以前は、リボンを止めるためにも用いられた。小さい形に成形されることもあり、ウィリアム・シェイクスピアは『じゃじゃ馬ならし』の中で、このようなものを"aglet baby"と呼んでいる。
世界恐慌の時代には紙と糊で作られたこともあった。
家庭で作る場合は、粘着テープ、蝋、天然樹脂、接着剤、糸、熱収縮チューブ等で覆うか、あるいは単に紐の端に結び目を作ったり融解させたりすることで作ることができる。